# Nassarius perpinguis
Nassarius perpinguis är en snäckart som först beskrevs av Hinds 1844.  Nassarius perpinguis ingår i släktet nätsnäckor, och familjen Nassariidae. Inga underarter finns listade i Catalogue of Life.